# Anthobiodes heydeni
Anthobiodes heydeni es una especie de  coleóptero de la familia Chrysomelidae. Fue descrita científicamente por primera vez en 1870 por Allard.